# Lac de Speccheri
Le lac de Speccheri (en italien : lago di Speccheri) est un bassin artificiel situé près du hameau homonyme dans le comune sparso de Vallarsa, à l'extrémité sud-est de la province autonome de Trente.

## Le barrage
Le lac de Speccheri, implanté sur la commune de Raossi di Vallarsa, dans la province de Trente, d'une capacité de 10,2 millions de m3, doit sa création au barrage voûte en béton de Specchieri, achevé en 1957, d'une hauteur de 156,85 m pour exploiter les eaux de la rivière Leno, l'un des principaux affluents de l'Adige. 
L'eau est acheminée par une conduite forcée à la vitesse de 380 km/h après une chute de 650 mètres vers l'usine hydroélectrique Maso Corona située dans la commune d'Ala et exploitée par la compagnie énergétique privée AGSM Verona SpA dont la puissance installée est de 42 MW et la production moyenne de 12,9 GWh.

## Accès
L'accès au lac n'est possible que par des chemins qui partent de la route nationale 46 del Pasubio qui, à partir de Vicence, longe toute la vallée de Leno jusqu'à son embouchure, à Rovereto.

## Données techniques
- Surface : 0,28 km2
- Surface du bassin versant : 13,75 km2
- Altitude au réglage maximal : 804,7 m
- Hauteur maximale du bassin versant : 2 032 m
- Volume : 10,17 millions de m3